# Día de muertos (película de 1988)
Día de muertos, Día de difuntos o Los hijos de la guayaba es una película de comedia dramática mexicana de 1988 dirigida por Luis Alcoriza. Es la penúltima película de Alcoriza como director y la última realizada por él íntegramente en México; su última película dirigida, La sombra del ciprés es alargada, sería una coproducción mexicano-española.

## Argumento
En un cementerio durante el Día de Muertos, el abogado Talamantes va a colocar una cruz en la tumba de su madre. Allí se reúne con otros asistentes que conmemoran a sus familiares: un albañil, un poeta, el zapatero Zacarías, el plomero Baltazar y el peluquero Pedro, con sus respectivas familias. Al calor del alcohol, todos discuten, muestran sus debilidades, resuelven desavenencias en pareja, pelean, flirtean, se reconcilian y se juran eterna amistad.

## Reparto
- Pedro Weber "Chatanuga" como Baltazar.
- Manuel "Flaco" Ibáñez como Zacarías.
- Carmen Salinas como Cholita.
- Adalberto Martínez "Resortes" como El ladrón.
- María Rojo como Yolanda.
- Sergio Ramos "El Comanche" como Pedro.
- Patricia Rivera como Estela.
- Ernesto Gómez Cruz como El poeta.
- Leticia Perdigón como Martha.
- Edgardo Gazcón como Salvador.
- Eugenia Avendaño como Enriqueta.
- Fernando Luján como Francisco de Jesús Talamantes.
- Raúl Araiza como Beto.
- Mario Cid
- Justo Martínez González
- Loló Navarro
- Lizetta Romo
- Héctor Suárez

## Análisis
En una entrevista recogida en el libro Memorias de posguerra: Diálogos con la cultura del exilio de Manuel García García, el director Luis Alcoriza describió su película así: «[L]a película salió muy dura. Era una agresión frontal al sistema y a la moral dominante. Había una burla agresiva a la muerte que superaba la crítica común del mexicano». Agregó, «La gente se asustó un poco. La película es divertida pero con un fondo violento. Abordé el tema de la figura de la madre de manera muy frontal y eso aquí no está bien visto».